# Enrekang (Sprache)
Enrekang ist eine im Regierungsbezirk Enrekang auf Sulawesi gesprochene Sprache. Sie gehört zu den austronesischen Sprachen.